# Adler Diplomat
Az Adler Diplomat egy német autó, melyet az Adler gyártott 1934 márciusa és 1940 között. A soros hathengeres motorral szerelt modell az Adler Standard 6 közvetlen utódja volt. Kevésbé közvetlen módon, de a Standard 8 utódjának is tekinthető, hiszen a nyolchengeres darab gyártása szintén megszűnt 1934-ben, de nem jelent meg helyette egy újabb nyolchengeres változat.
A "Standard" sorozat gyártása azért fejeződött be, mert a gyártó megítélése szerint a szó túlságosan földhözragadt jelentéssel bírt, ami nem volt összeegyeztethető az autóipar egyre nagyobb iramú fejlődésével, sem az egyre növekvő optimizmussal, mely a nagy gazdasági világválság 1929-es kezdete után először ismét kezdett eluralkodni Németország lakóin.

## Karosszéria
Az 1934-ben elsőként megjelent Diplomatok az előző évi Standard 6-ok karosszériáját kapták. Utóbbi azonban a gyártás utolsó évére megújult karosszériát kapott, ami miatt a hozzáértők könnyedén különbséget tudtak tenni a két modell között, a sárvédőlemezek eltérő formája miatt. Emellett az 1933 után gyártott Standard 6-ok másik különlegessége a modernizált alváz lett. Az autó tengelyei közvetlenül az alváz főelemei fölött helyezkedtek el, amivel a kocsi alacsonyabb lett és tömegközéppontja is lejjebb került. Korábban a Standard 6 tengelyei az alváz alatt kaptak helyet, ami miatt már az 1930-as évek elején is ódivatúan magasnak számított.
A Diplomat Limousine négyajtós szedán karosszériáját az Ambi Budd, Németország legnagyobb acélkarosszéria-gyártója készítette. Nagy valószínűséggel a berlini vállalat gyártotta a hosszabb, hatüléses Pullman Limousine karosszériát is. Az autó emellett kétfajta kabrió változatban is elérhető volt.
1935-ben a Diplomat megújult külsőt kapott, lekerekítettem formájú, áramvonalasabb hűtőráccsal és formásabb sárvédőívekkel. A hatszemélyes szedán hátulja szögletesebb maradt, de a többi modell lejtősebb, áramvonalasabb farrészt kapott. Utóbbinak köszönhetően az autó karosszériája 150 mm-rel hosszabb lett, de a 3200, illetve 3350 mm-es tengelytáv nem változott. 1938-tól a négyszemélyes szedán és kabrió változatok Karmann karosszériával is kaphatók lettek, melyek formája hasonló volt, mint a korábbi Ambi Budd daraboké.

## Motor
A Diplomatba 2916 cm³-es, soros hathengeres, oldalt szelepelt motor került, melynek csúcsteljesítménye 59 lóerő (44 kW) volt. Ezek a jellemzők a Standard 6 motorjára is igazak voltak, de a Diplomatba szerelt változat sűrítési aránya nagyobb volt, és maximális teljesítményét 3000-es fordulatszámon adta le, 3300 helyett. További különbséget jelentett, hogy a vezérműtengely négy helyett hét helyen csapágyazott volt, ráadásul a sebességváltó áttételei is némileg mások voltak.
Az 1935-ben bemutatott új karosszériához még a régi, 1934-es motorok jártak, de 1937-ben nagyobb átalakításon esett át a Diplomat erőforrása, mely könnyűfém hengerfejet kapott és tovább növelték a sűrítési arányát, melyek következtében teljesítménye 64 lóerőre (48 kW) nőtt.

## Gyártási és értékesítési adatok
1934-es bemutatásakor a legolcsóbb változat, a hagyományos szedán karosszériás "Limousine" 6750 márkába került. A hasonló méretű, 1933-ban megjelent Mercedes-Benz W18 legolcsóbb változata ezzel szemben 7950 márkáért volt megvásárolható. Az árkülönbség is jól mutatja, hogy a Diplomat versenyképesen árazta be a gyártó. A kocsiból összesen 3205 darab készült el és talált gazdára, tehát az akkori viszonyokat tekintve megállta a helyét a piacon, de így sem tudta megközelíteni a legnépszerűbb hathengerest, a Mercedes-Benz W18-at, melyből körülbelül 7500-at adtak el.
A Diplomatot hivatalosan már nem árulták 1939-ben, de fennmaradt iratok bizonyítják, hogy 1939-ben és 1940-ben is készültek még ilyen modellek, valószínűleg a hadsereg számára és külföldi piacokra.